# 關係妄想
關係妄想(英語：Delusion of reference)，或翻譯作關聯妄想 、參照妄想、參考妄想，是妄想的一種。患者把一些巧合事件或無關的事情，看成並相信是跟自己有關係或對自己有很大的影響。 他們有些會傾向會把世界一切事情，同看作跟自己的命運都有關係，而且往往是負面的。
牽連觀念(英語：Ideas of reference)，或翻譯作被議感、援引观念、關聯性意念，關聯性思考，是一個具類似關係妄想的特質，但程度較弱，同樣是當看見一堆人在講話就將它牽連入與自己有關係，便誤認為那堆人是在談論他的問題或在批評他，但是，如果有強烈證據否定時，牽連觀念者會認識到不是真的，但關係妄想患者仍然會堅信妄想內容是事實。